# Constante de temps
En physique, une constante de temps est une grandeur, homogène à un temps, caractérisant la rapidité de l'évolution d'une grandeur physique dans le temps (Dic. Phys.), particulièrement lorsque cette évolution est exponentielle (Lévy 1988).
La constante de temps est liée à l'étude de la réponse impulsionnelle d'un système. La durée nécessaire au retour à l'équilibre après la disparition d'une perturbation est appelée temps de relaxation.

## Évolution exponentielle
Si dans un système l'évolution temporelle d'une grandeur est exponentielle après un échelon de 1 à 0 intervenant au temps t = 0, sa valeur est par la suite
{\displaystyle f(t)=\mathrm {e} ^{\frac {-t}{\tau }}}
où t désigne la variable temporelle.
On appelle constante de temps la grandeur τ, de dimension homologue à un temps, qui caractérise le système. La valeur 0 est asymptote, c'est-à-dire qu'elle ne serait atteinte qu'au bout d'un temps infini.
Pour un échelon d'amplitude A à partir d'une valeur B,
{\displaystyle f(t)=B+(1-\mathrm {e} ^{\frac {-t}{\tau }})\,A}
Un système de premier ordre réagit à une excitation en échelon (d'amplitude 100) comme suit (avec B = 0 sur ce graphe) : 
On a représenté en bleu l'évolution de la donnée de sortie du système. En rouge, on a la tangente en {\displaystyle t=0}. 
Au bout du temps τ, la valeur a atteint {\displaystyle 1-e^{-1}} de l'amplitude de l'échelon, soit environ 63 %.
On emploie la constante de temps pour l'étude des systèmes susceptibles d'une réponse impulsionnelle et d'une réponse fréquentielle. La fréquence de coupure est égale à {\displaystyle {\frac {1}{2\pi \tau }}}.
Quand ce n'est pas le cas, on utilise le plus souvent une grandeur plus directement reliée à la décroissance exponentielle. On peut donner la proportion de décroissance par unité de temps, ou le temps nécessaire pour que la grandeur diminue d'une proportion donnée. Dans le cas de la décroissance radioactive, la convention est d'exprimer la décroissance de la concentration d'un isotope instable par la demi-vie, c'est-à-dire le temps nécessaire à la division par deux de la grandeur.

## Exemples dans différents domaines physiques

### Circuits électriques du premier ordre
Le produit {\displaystyle \tau } = {\displaystyle RC} est la constante de temps d'un dipôle RC. 
On peut la mesurer graphiquement de deux façons différentes grâce à la courbe caractéristique du dipôle, de type exponentielle :
- c'est l'abscisse du point d'ordonnée 63 % de {\displaystyle U_{\text{max}}} pour la courbe de charge du dipôle et 37 % de {\displaystyle U_{\text{max}}} pour la courbe de décharge du dipôle ;

- c'est l'abscisse du point d'intersection entre la tangente au point d'origine du repère et la droite d'équation {\displaystyle y=U_{\text{max}}}.

Pour un signal d’entrée {\displaystyle e(t)} fixé, les réponses en tension et en courant des circuits RC et RL ne dépendent que des paramètres respectifs {\displaystyle RC} et {\displaystyle {\frac {L}{R}}} (représentant les constantes de temps des circuits). Où :
{\displaystyle \tau =RC} est la constante de temps du circuit RC ;
{\displaystyle \tau ={\frac {L}{R}}} est la constante de temps du circuit RL.
La sortie atteint 99,3 % de sa valeur en régime permanent après 5τ. Dans l'industrie, on utilise souvent le temps de réponse à 95 % qui correspond à une durée de 3τ.